# Stanley Cohen (biokémikus)
Stanley Cohen (New York, 1922. november 17. – Nashville, Tennessee, 2020. február 5.) amerikai biokémikus. 1986-ban Rita Levi-Montalcinivel közösen orvostudományi Nobel-díjban részesült az epidermális- és idegnövekedési faktor felfedezéséért.

## Tanulmányai
Stanley Cohen 1922. november 17-én született New Yorkban Louis Cohen szabó és felesége, Fannie Feitel gyermekeként. Mindkét szülője oroszországi zsidó bevándorló volt. Gyermekkorában átesett a járványos gyermekbénuláson. Családja rossz anyagi helyzete miatt az (akkor) tandíjmentes Brooklyn College-be járt főiskolára, ahol biológia és kémia voltak a fő tantárgyai. Ezután egy ideig egy tejfeldolgozó üzemben dolgozott bakteriológusként, amíg elegendő pénzt össze nem tudott gyűjteni a továbbtanulásához. Egy ösztöndíj segítségével az ohiói Oberlin College-ben szerzett mesterfokozatot (M.A.) zoológiából 1945-ben, majd a Michigani Egyetemen védte meg doktori disszertációját 1948-ban. Dolgozatának témája a földigiliszta nitrogénmetabolizmusának megváltozása volt éhezés esetén. Kísérletes munkájához ötezer gilisztát gyűjtött össze az egyetem campusán.   

## Munkássága
Kutatói pályáját a Coloradói Egyetem gyermekgyógyászati és biokémiai tanszékén kezdte, ahol a koraszülöttek anyagcseréjét tanulmányozta. Hogy megtanulja a radioizotópos kutatási technikákat, 1952-ben átment a St. Louis-i Washington Egyetem radiológiai tanszékére. Itt többek között a leendő Nobel-díjas Arthur Kornbergtől tanult. 1953-ban a zoológiai tanszéken csatlakozott Rita Levi-Montalcinihez, aki éppen akkor fedezte fel egértumorban az idegnövekedési faktort és segítőt keresett az anyag izolálásához és karakterizálásához. A közös munka mellett Cohen önállóan felfedezte az epidermális növekedési faktort (epidermal growth factor, EGF), amelynek extra adagjának hatására az újszülött egerek hamarabb nyitották ki a szemüket és bújtak ki a fogaik. A későbbiekben az EGF és receptora segített jobban megérteni egyes tumorfajták kialakulásának mechanizmusát és tumorellenes gyógyszerek támadáspontjául is szolgálnak. A hasonló növekedési faktorok szerepet játszanak a szív-, bél- és vesebetegségek kezelésében és megelőzésében.
1959-ben elfogadta a Vanderbilt Egyetem ajánlatát és a biokémiai tanszék adjunktusa lett. Folytatta a korábban megkezdett munkát és tanulmányozta az EGF kémiai és biológiai tulajdonságait.
1976-ban professzorrá, 1986-ban pedig kiváló (distinguished) professzorrá nevezték ki. Visszavonulása óta családjával együtt Nashville-ben él. 

## Elismerései
Stanley Cohen és Rita Levi-Montalcini 1986-ban orvostudományi Nobel-díjban részesült a növekedési faktorok felfedezéséért. Cohen ezenkívül számos egyéb díjat megkapott: 
- 1977 a Vanderbilt Egyetem Earl Sutherland-díja
- 1981 az Amerikai Tudományos Akadémia H.P. Robertson Emlékdíja
- 1982 a Brandeis Egyetem Lewis S. Rosenstiel-díja
- 1982 a General Motors Rákkutató Alapítványának Alfred P. Sloan-díja
- 1983 a Columbia Egyetem Louisa Gross Horwitz-díja
- 1985 a Gairdner Alapítvány Nemzetközi Díja
- 1985 Nemzeti Tudományos Érem
- 1986 Albert Lasker-díj az orvostudományi alapkutatásért

1980 óta tagja az Amerikai Tudományos Akadémiának, 1984 óta pedig az Amerikai Művészeti és Tudományos Akadémiának.

## Családja
Felesége Jan Jordan.